# مسجد النقيري

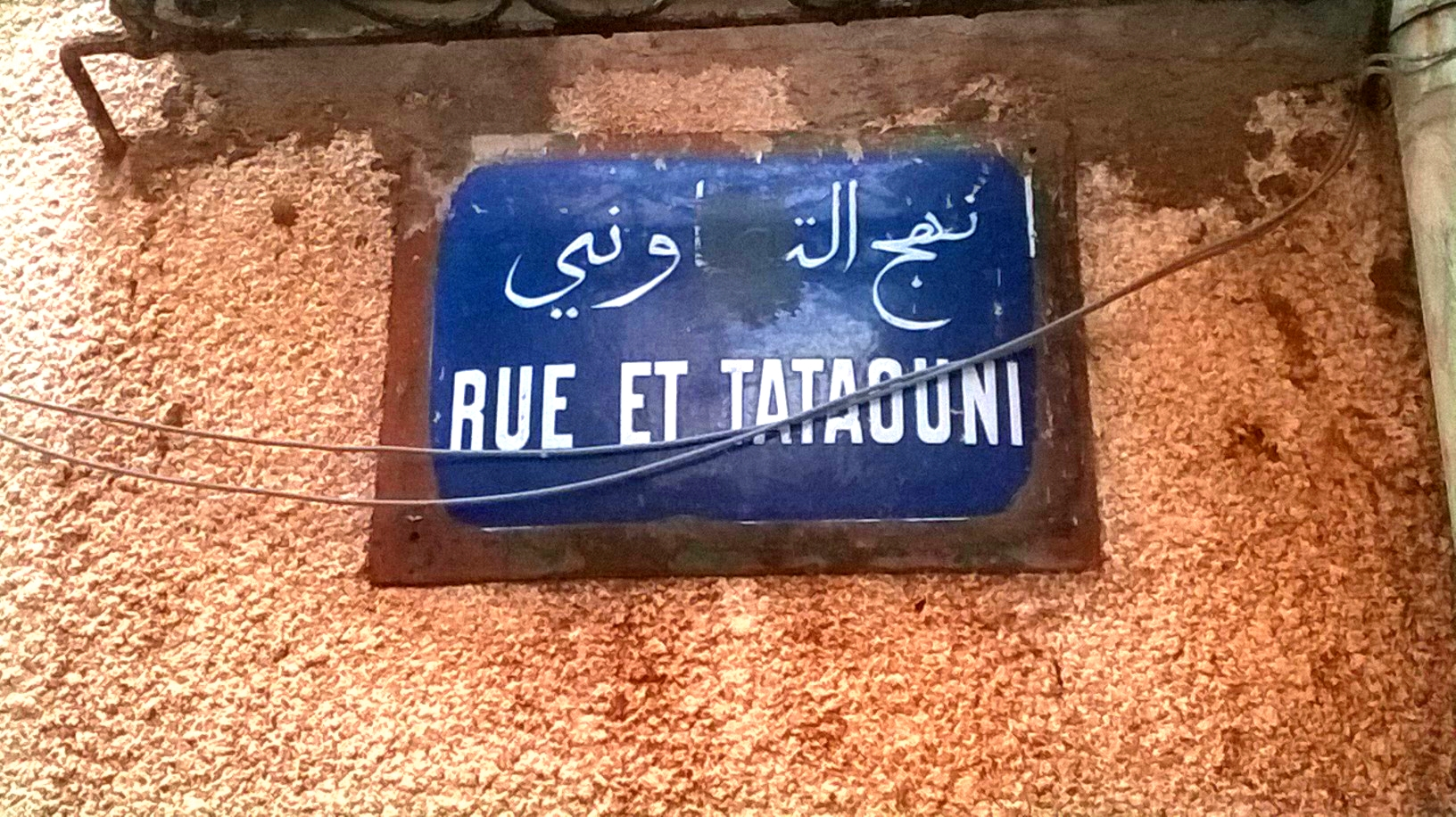
نهج التطاوني

مسجد النقيري هو مسجد قديم من مساجد مدينة تونس، لم يعُد موجودا، وقد كان يقع جنوب المدينة.

## الموقع
يقع المسجد بنهج التطاوني.

## التّسمية
سمّي المسجد بذلك نسبة للإمام محمد التطاوني.

## التّاريخ
توفّي الإمام محمد التطاوني سنة 1878 ميلادي الموافق ل1296 هجري.